# Draconia
Draconia is een geslacht van vlinders van de familie venstervlekjes (Thyrididae).

## Soorten
- D. accipitrina Warren, 1908
- D. albiapicata Warren, 1908
- D. angulipennis Dognin, 1911
- D. annuligera (Walker, 1865)
- D. basipleta Warren, 1905
- D. denticulata (Pagenstecher, 1892)
- D. dismutata Warren, 1908
- D. exesa Köhler, 1940
- D. fenestratalis Lima, 1932
- D. lineigera Gaede, 1936
- D. mirabilis (Pagenstecher, 1892)
- D. oleigutta Felder, Felder & Rogenhofer, 1875
- D. peripheta (Cramer, 1777)
- D. rusina Druce, 1893
- D. stenoptila Warren, 1908
- D. timida Warren, 1908
- D. vitrea Gaede, 1936